# Unione Sportiva Savoia 1942-1943
Questa voce raccoglie le informazioni riguardanti il Savoia nelle competizioni ufficiali della stagione 1942-1943.

## Stagione
La stagione 1942-1943 fu la 23ª stagione sportiva del Savoia. Disputò il campionato di Serie C giungendo terza.

## Divise
| Manica sinistra · Maglietta · Manica destra · Pantaloncini · Calzettoni |

## Organigramma societario
Area direttiva
- Presidente: Bruno Salzano
- Dirigente: Antonio Carotenuto

Area organizzativa
- Segretario generale: Nicola Vitelli
- Cassiere: Aniello Giordano

Area tecnica
- Allenatore:  ???

## Rosa
| N. |                   | Ruolo | Calciatore          |
| -- | ----------------- | ----- | ------------------- |
|    | Italia (bandiera) | P     | Carlo Bottoni       |
|    | Italia (bandiera) | P     | Alfonso Ricciardi   |
|    | Italia (bandiera) | P     | Storti              |
|    | Italia (bandiera) | D     | Antonio Del Giudice |
|    | Italia (bandiera) | D     | Arcangelo Di Reda   |
|    | Italia (bandiera) | D     | Mario Verga         |
|    | Italia (bandiera) | C     | Giacomo Busiello    |
|    | Italia (bandiera) | C     | Antonio Frugoli     |
|    | Italia (bandiera) | C     | Germano Mian        |
|    | Italia (bandiera) | C     | Giulio Negri        |

| N. |                   | Ruolo | Calciatore       |
| -- | ----------------- | ----- | ---------------- |
|    | Italia (bandiera) | C     | Remigio Scavazza |
|    | Italia (bandiera) | A     | Renzo Amadesi    |
|    | Italia (bandiera) | A     | Riccardo Isada   |
|    | Italia (bandiera) |       | Carlo Clerici    |
|    | Italia (bandiera) |       | Coppelli         |
|    | Italia (bandiera) |       | Giuseppe Erba    |
|    | Italia (bandiera) |       | Esposito         |
|    | Italia (bandiera) |       | Severgnini       |
|    | Italia (bandiera) |       | Villani          |
|    | Italia (bandiera) |       | Vincenzo Voiello |

## Calciomercato
| Acquisti | Acquisti | Acquisti | Acquisti   |
| R.       | Nome     | da       | Modalità   |
| -------- | -------- | -------- | ---------- |
|          |          |          | definitivo |

| Cessioni | Cessioni | Cessioni | Cessioni   |
| R.       | Nome     | a        | Modalità   |
| -------- | -------- | -------- | ---------- |
|          |          |          | definitivo |

## Risultati

### Serie C

#### Girone di andata
| Arbitro: | Gemini |

|                               |           |           |
| Coppelli 19’, 50’ Amadesi 46’ | Marcatori | 40’ Cagna |

| Arbitro: | Pastoretti |

|  |           |             |
|  | Marcatori | 52’ Amadesi |

| Arbitro: | Lisotti |

|             |           |  |
| Amadesi 73’ | Marcatori |  |

| Arbitro: | Visconti |

|                           |           |          |
| Dalfini 66’ Mangolini 71’ | Marcatori | 64’ Mian |

| Arbitro: | Tonnetti (Roma) |

|                                                   |           |  |
| Mian 20’, 68’ Clerici 53’ Amadesi 67’ Villani 78’ | Marcatori |  |

| Arbitro: | Cristianziello (Bari) |

|             |           |                          |
| Bisotti 31’ | Marcatori | 82’ Amadesi 85’ Coppelli |

| Arbitro: | Orlandini |

|                  |           |  |
| Amadesi 55’, 84’ | Marcatori |  |

| Roma 22 novembre 1942, ore CEST 8ª giornata | VV.FF. Roma | 0 – 0 | Savoia | \| Arbitro: \| Scotti \| |
| Arbitro:                                    | Scotti      |       |        |                          |

| Arbitro: | Albanese |

|                        |           |                   |
| Capra 46’ Schilleo 76’ | Marcatori | 36’, 86’ Coppelli |

| Arbitro: | Pera |

|                  |           |                              |
| Scavazza 2’, 29’ | Marcatori | 40’ Mazioli 54’ (aut.) Verga |

| Arbitro: | Cantini |

|                   |           |                             |
| Oldani 85’ (rig.) | Marcatori | 15’ (rig.) Mian 27’ Amadesi |

#### Girone di ritorno
| Arbitro: | Biancone |

|                              |           |  |
| Pizzala 23’, 82’ Rampini 35’ | Marcatori |  |

| Arbitro: | Prandi |

|                                                    |           |                           |
| Mian 54’, 82’ (rig.) Severgnini 62’, 74’ Negri 71’ | Marcatori | 28’ Battista 70’ Scategni |

| Arbitro: | Gemini |

|           |           |  |
| Gerbi 32’ | Marcatori |  |

| Arbitro: | Pasinetti |

|                           |           |  |
| Del Giudice 61’ Negri 70’ | Marcatori |  |

| Arbitro: | Autorino |

|              |           |  |
| Franzese 26’ | Marcatori |  |

| Arbitro: | Orlandini |

|                                     |           |                           |
| Severgnini 17’ Clerici 30’ Mian 44’ | Marcatori | 48’ Dalia 52’ (aut.) Erba |

| Arbitro: | Coppoloni |

|                                     |           |  |
| Minguzzi 22’ Compiani 65’ Marzi 77’ | Marcatori |  |

| Arbitro: | Boffardi |

|  |           |                                       |
|  | Marcatori | 28’ (rig.) Roccasecca 75’ (aut.) Erba |

| Arbitro: | Prandi |

|             |           |  |
| Voiello 42’ | Marcatori |  |

| Arbitro: | Mitomare |

|                                       |           |  |
| Ranieri 4’ Bonaventura 22’ Trillò 81’ | Marcatori |  |

| Arbitro: | Cappucci |

|                       |           |  |
| Isada 55’ Villani 80’ | Marcatori |  |